# Ueno Tōshō-gū
Ueno Tōshō-gū (jap. 上野東照宮) – chram shintō w Japonii, w tokijskiej dzielnicy Taitō, na terenie parku Ueno.

## Historia i opis
Jest to chram poświęcony siogunom: Ieyasu Tokugawa – założycielowi dynastii siogunów Tokugawa (1543–1616) – Yoshimune Tokugawa (1684–1751) i Yoshinobu Tokugawa (1837–1913). Chram wraz z otoczeniem jest zarejestrowany jako „ważne dobro kultury”.
W 1627 Iemitsu Tokugawa zbudował pierwszy chram na wzgórzu Ueno ku czci swego przodka. W 1651 wzniesiono kolejny, do dzisiaj zachowany budynek chramu. W 1866 spłonęła jedna brama i część korytarzy. Trzęsienie ziemi w Kantō (1923) i II wojna światowa, mimo ogromnych zniszczeń w samym Tokio, nie spowodowały prawie żadnych szkód w chramie.
Wzdłuż drogi do sanktuarium wznosi się 280 kamiennych i 50 brązowych latarni. Budynki chramu zbudowano w ozdobnym stylu gongen-zukuri, zwanym „japońskim barokiem”, z licznymi złoceniami i malowidłami głównie w jaskrawej czerwieni, zieleni i błękicie. Sala kultu (haiden) i właściwe sanktuarium (honden) połączone są krytym przejściem. Chram jest bogato zdobiony, m.in. rzeźbami smoków w stylu chińskim, a wewnętrzne ściany i sufity ozdobione malowidłami z XVI wieku. Na bramie karamon i na ozdobnej „ścianie z oknami kratowymi” (sukibei) wokół chramu, znajduje się ponad 200 rzeźb przedstawiających rośliny i zwierzęta.
Na południe od wejścia do chramu znajduje się słynny ogród peonii z około 200 odmianami tych kwiatów.

## Galeria

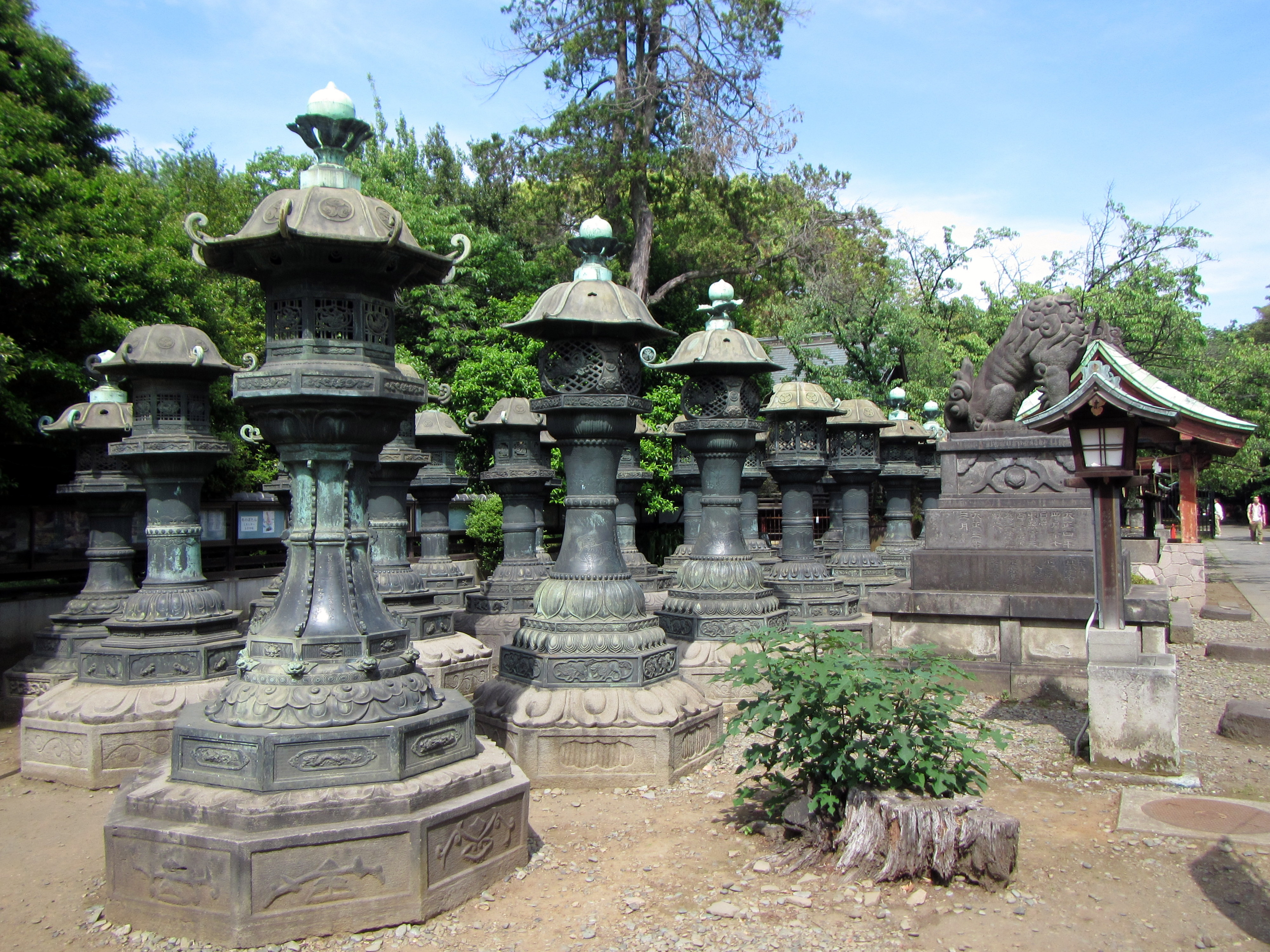
Latarnie przed chramem
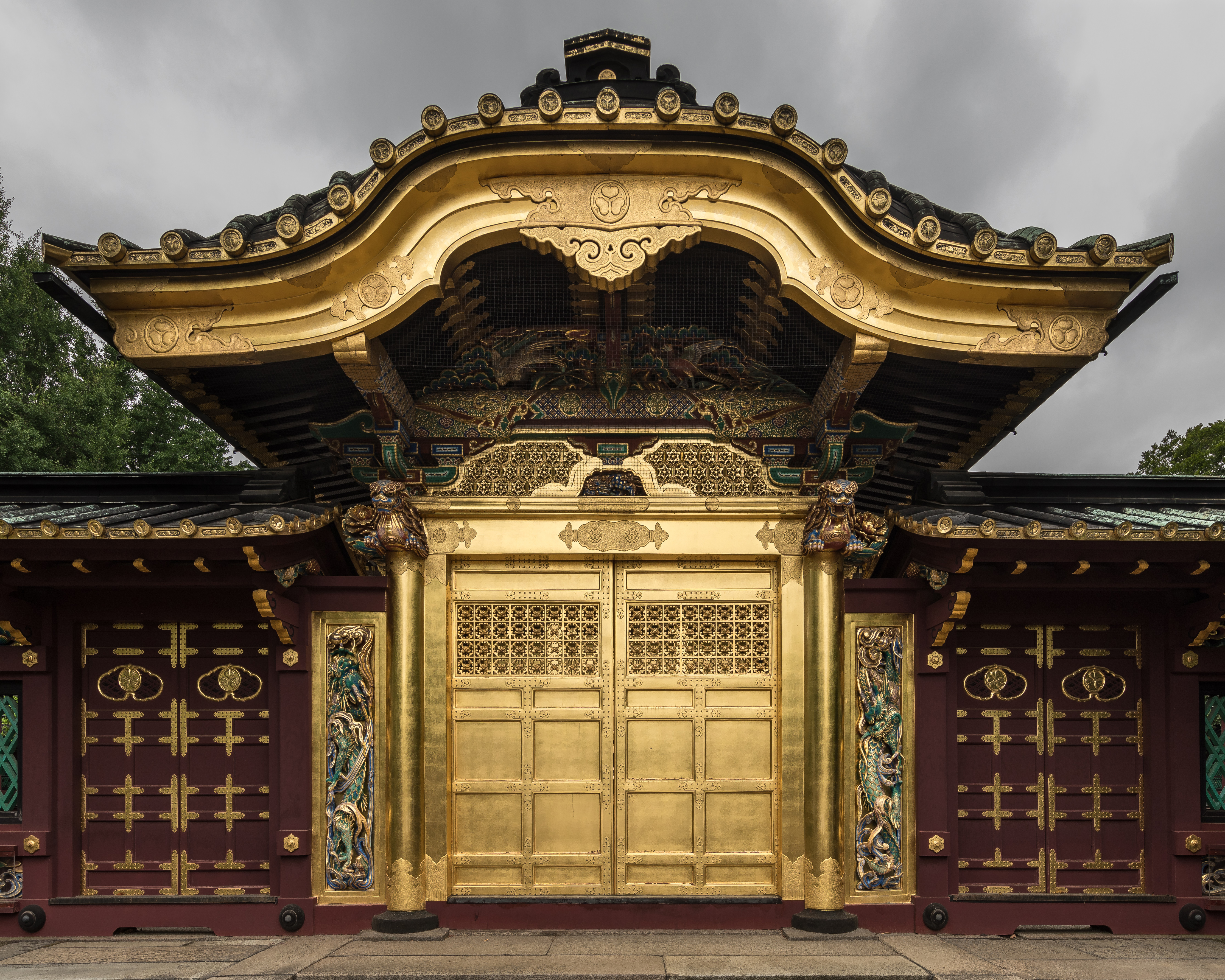
Brama w stylu chińskim (karamon)[c]
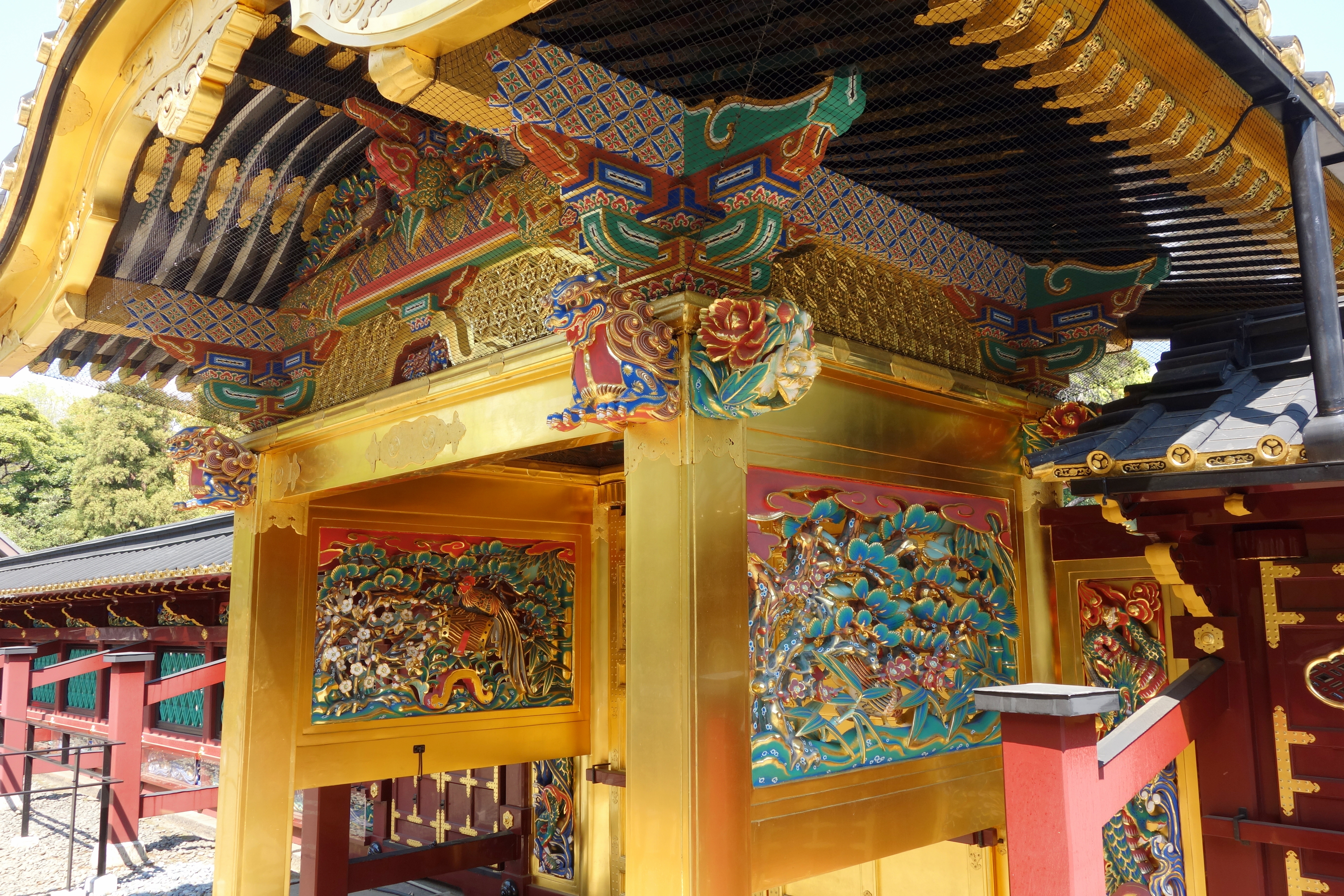
Boczna część karamon
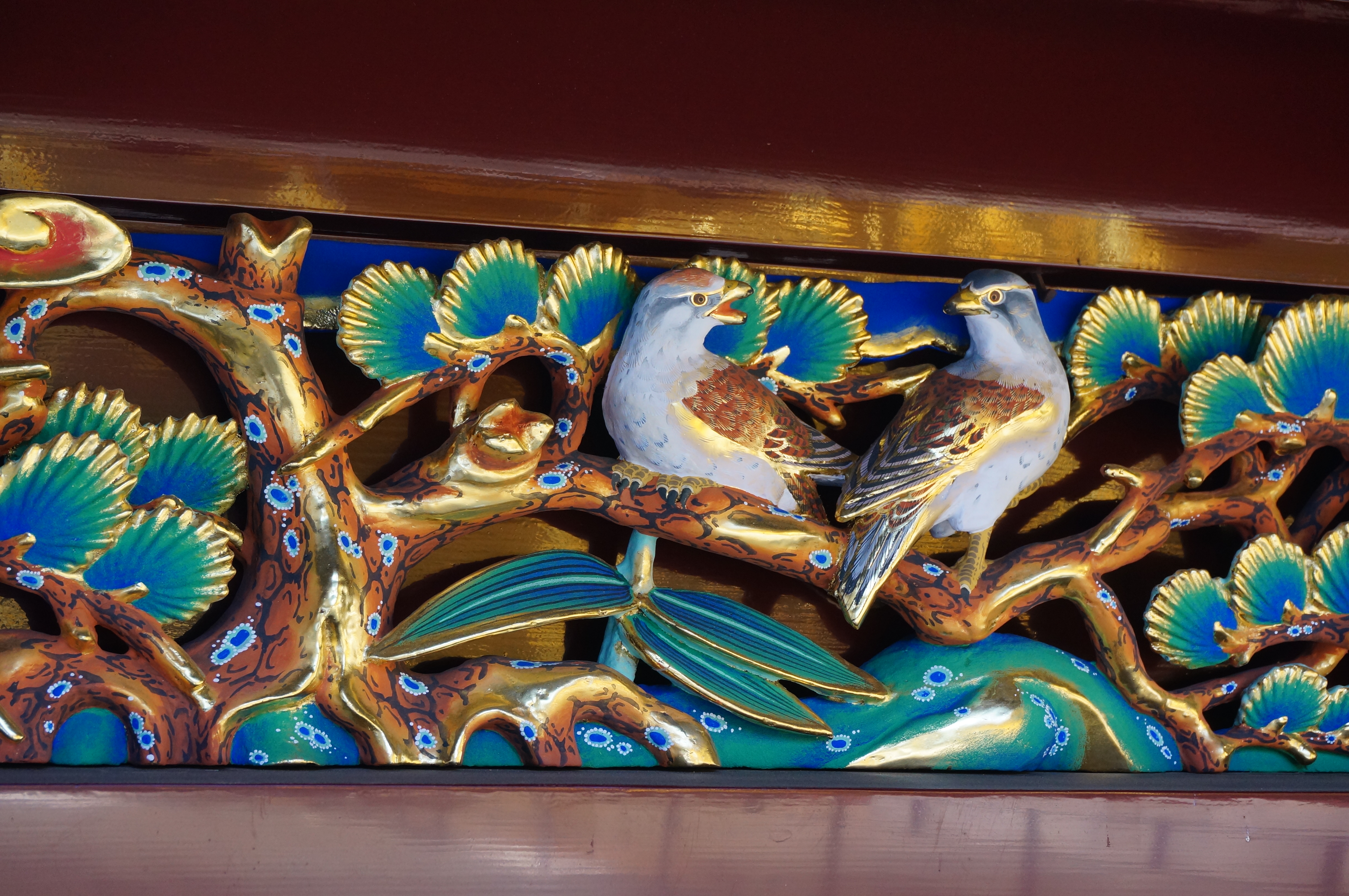
Rzeźba ptaków
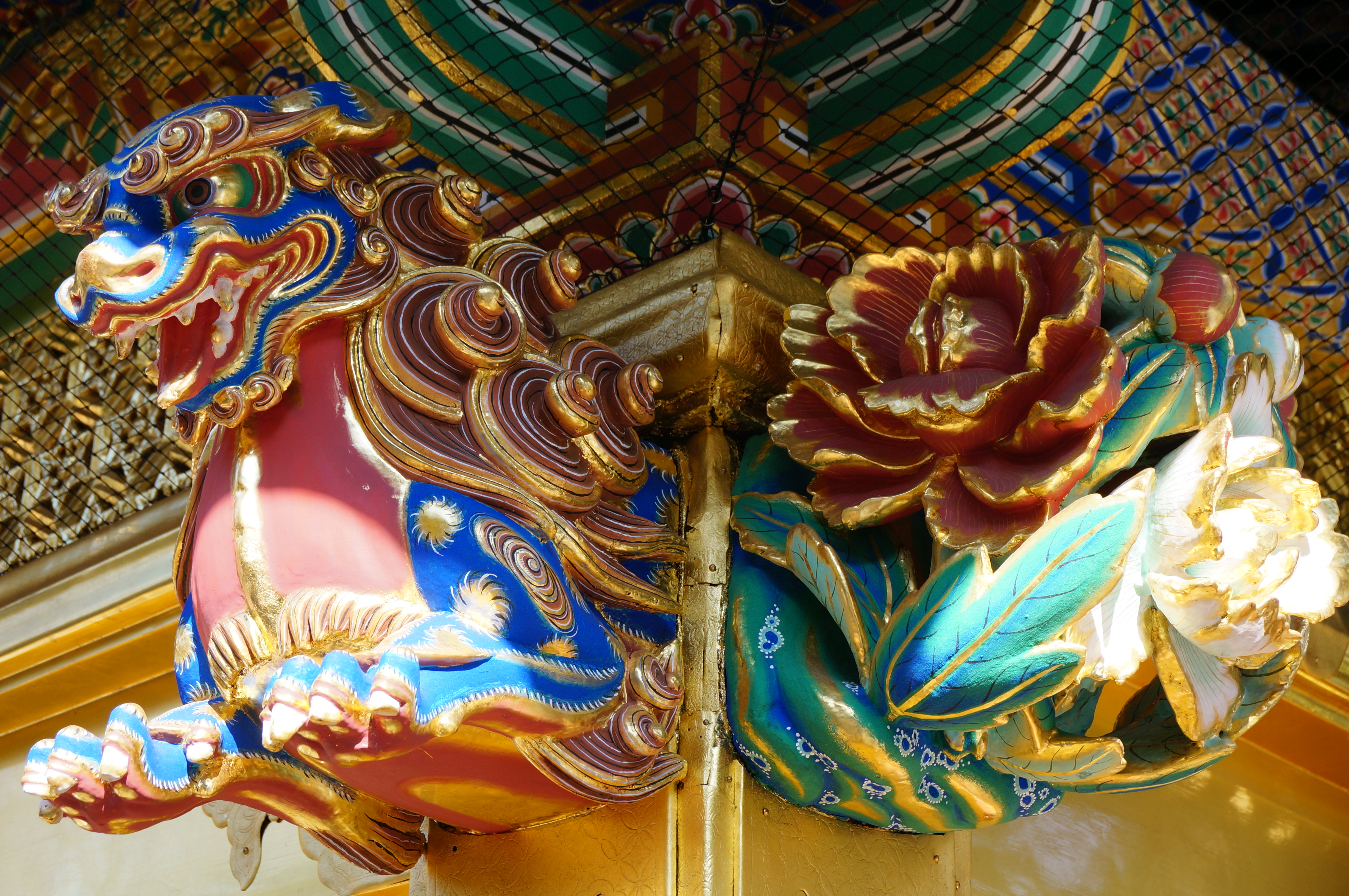
Zwieńczenie kolumny
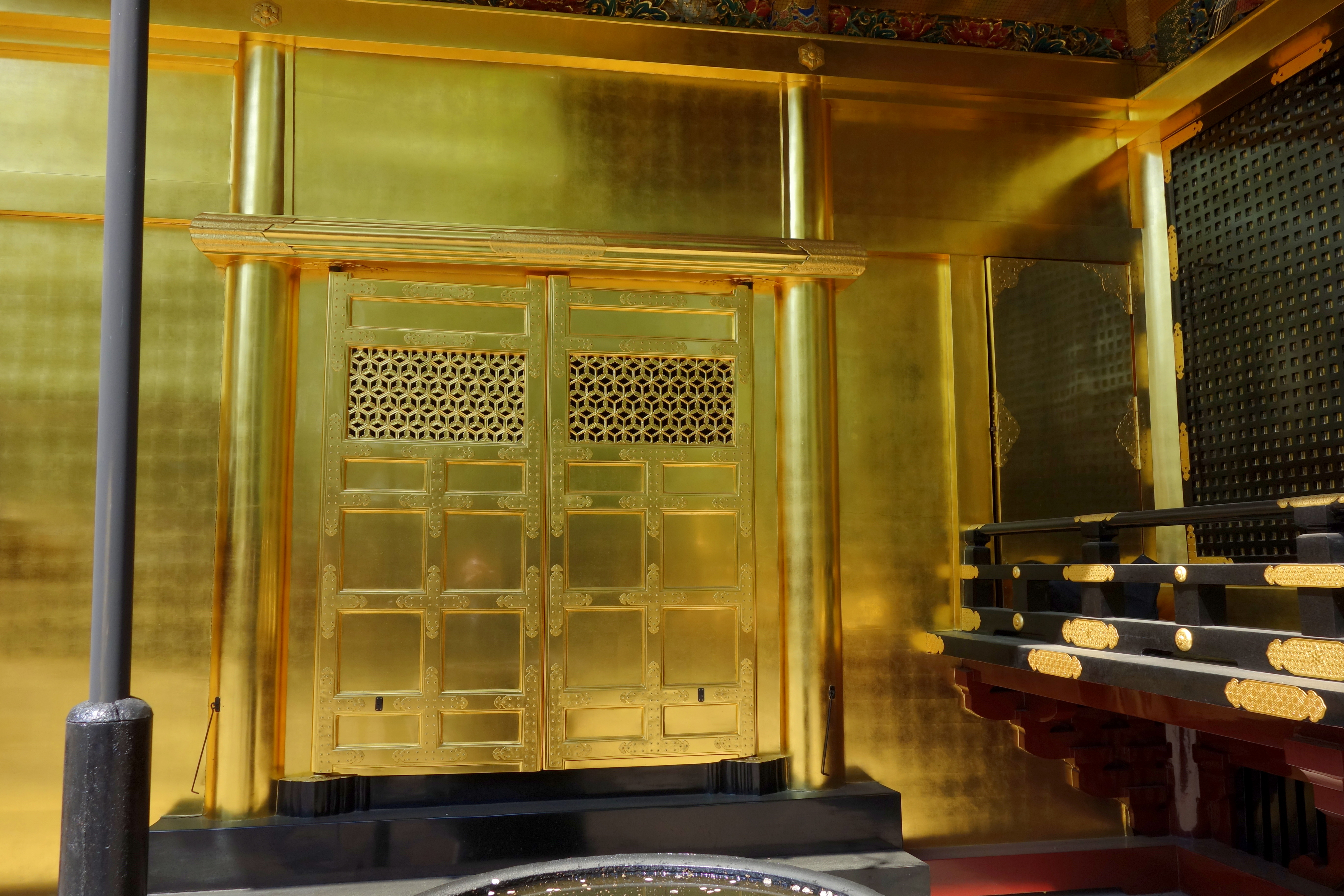
Wnętrze Honden
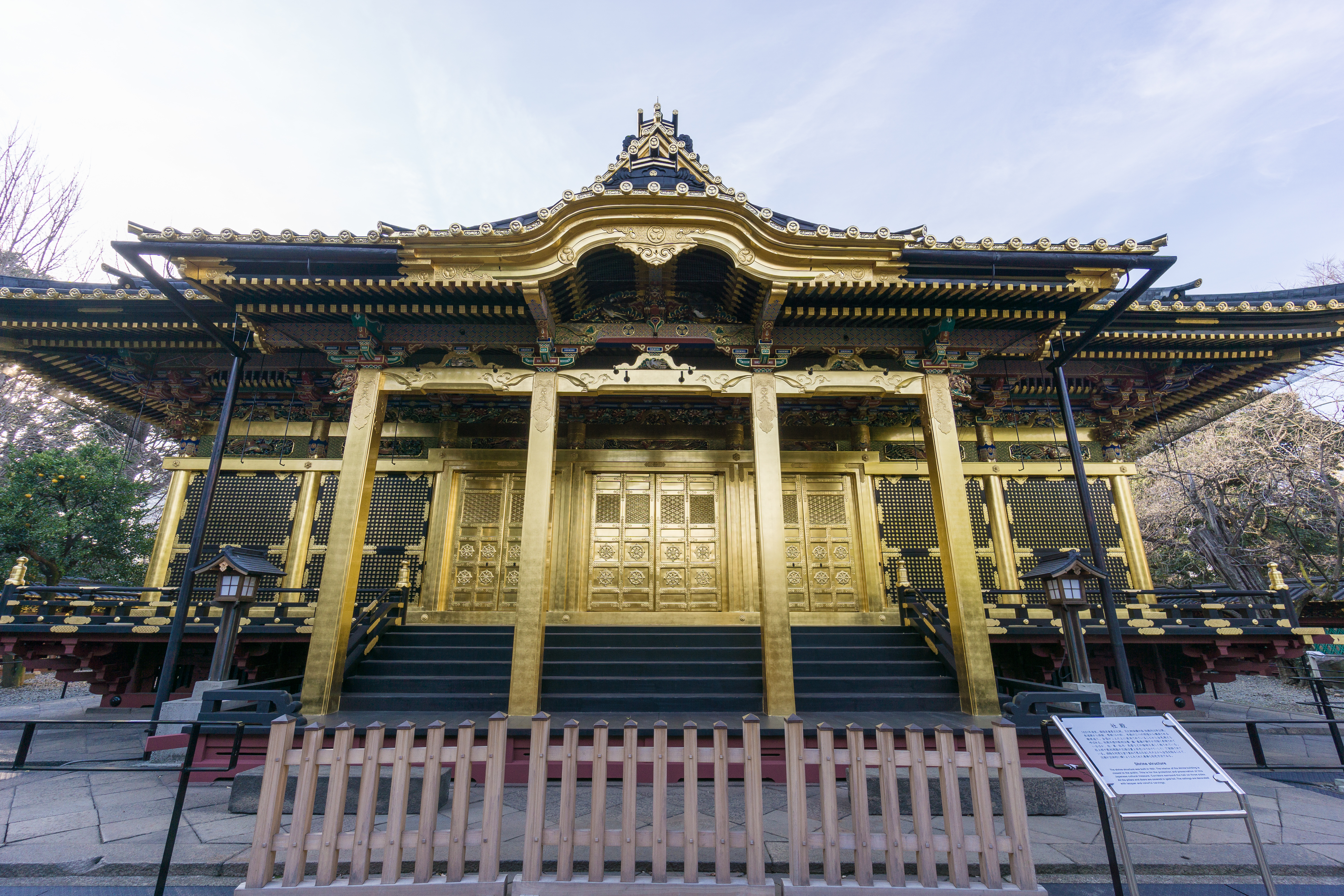
Haiden
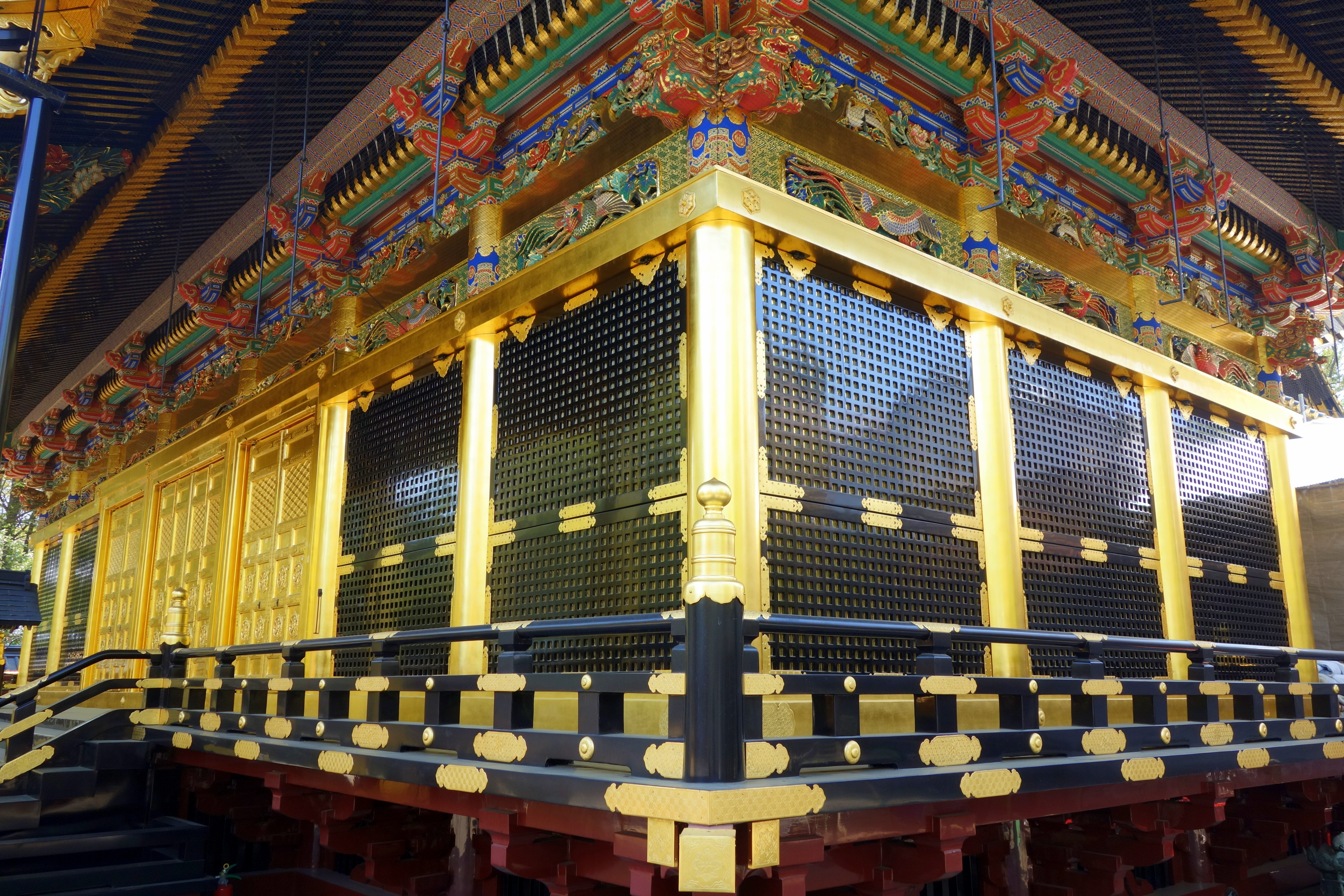
Haiden
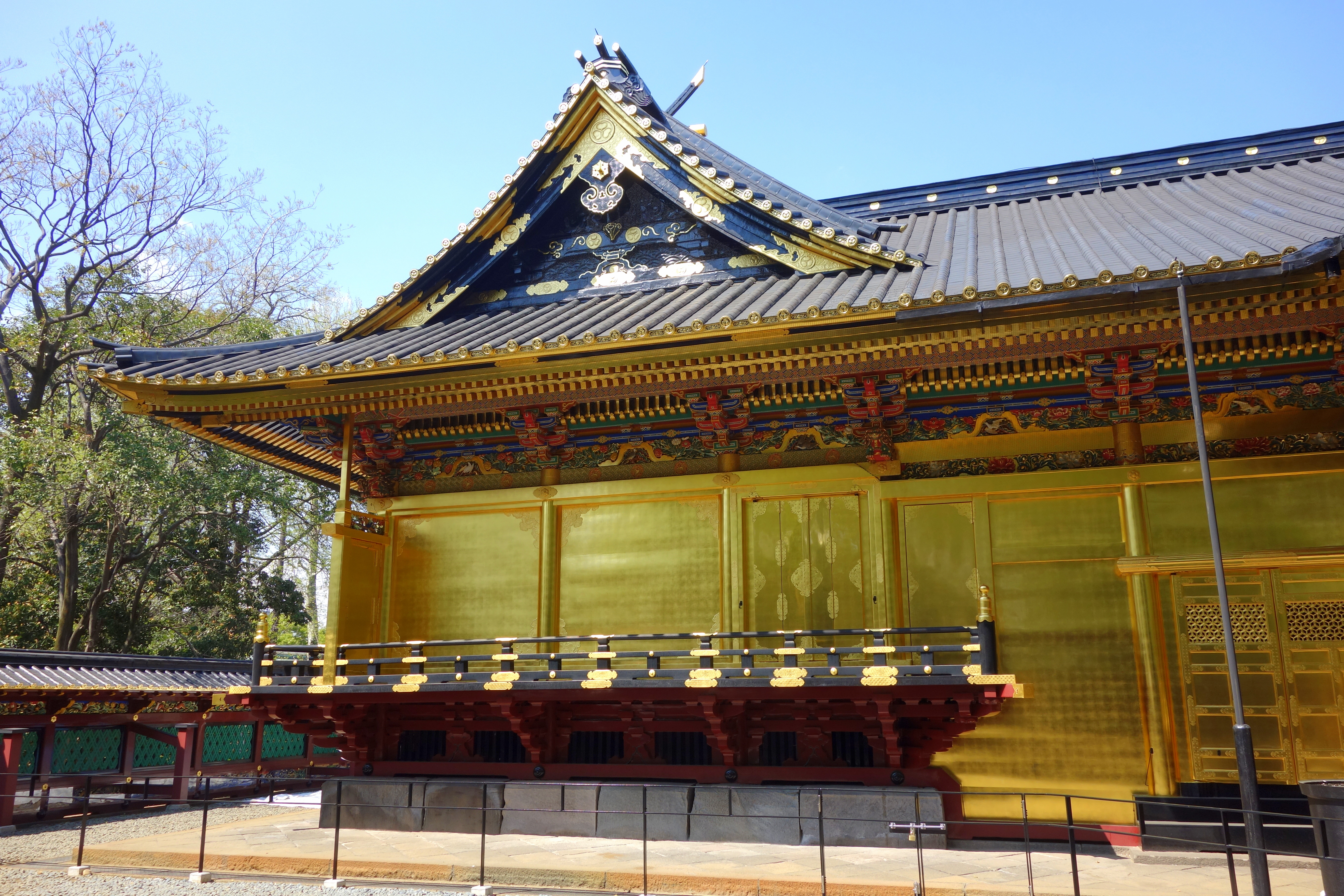
Honden
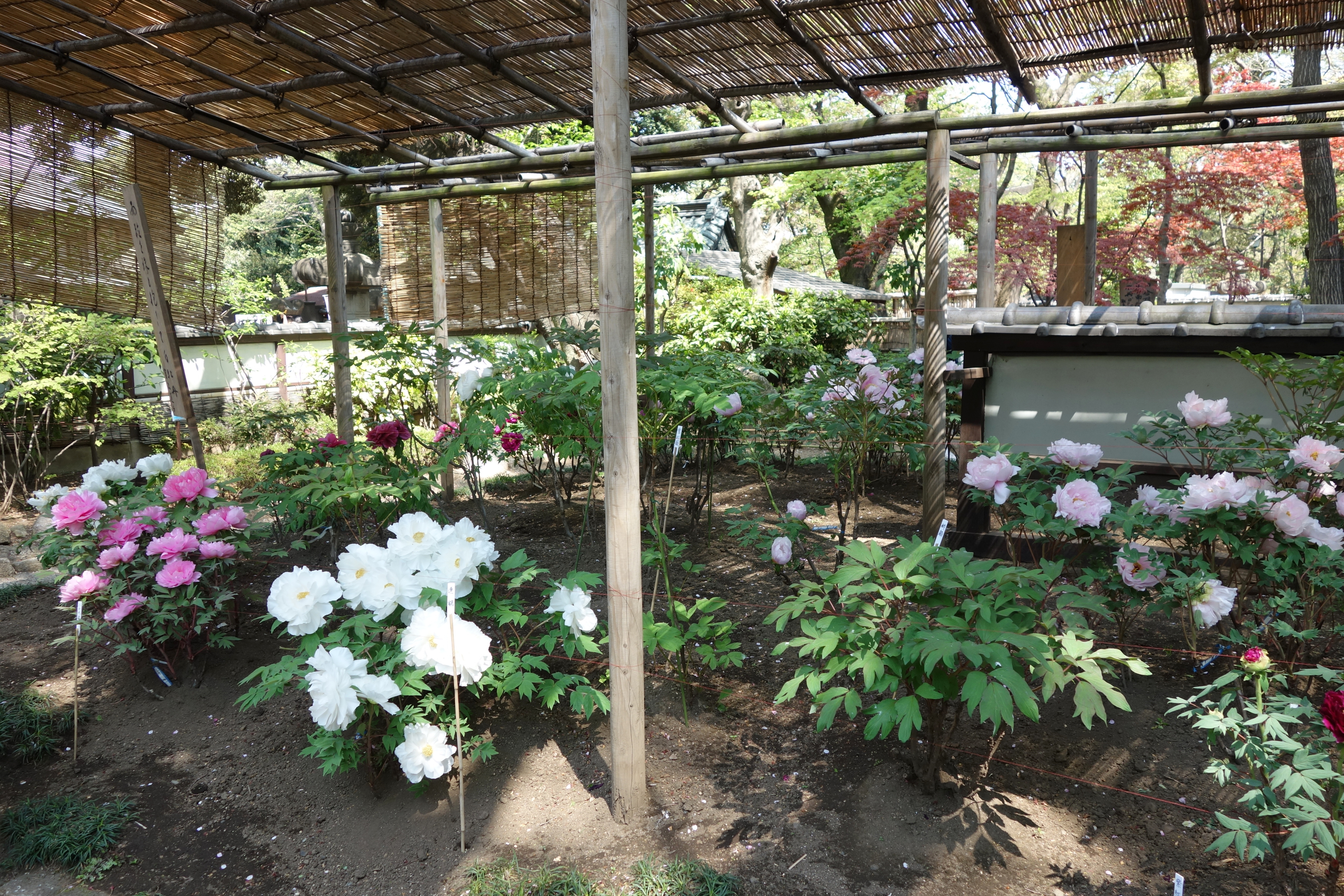
Ogród Peonii